# Onde sismiche

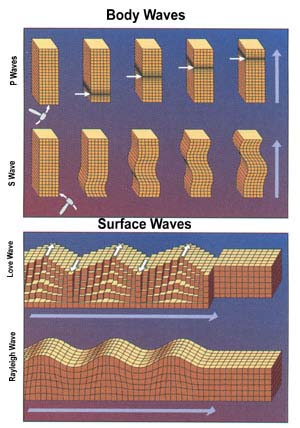
Onde di corpo e Onde di superficie

Le onde sismiche sono onde che si propagano attraverso il globo terrestre e sono generate da un terremoto, da attività vulcanica o artificialmente ad opera dell'uomo tramite un'esplosione o un'altra forma di energizzazione del terreno. Sono onde meccaniche che sfruttano le proprietà elastiche del mezzo materiale per la loro propagazione (onde elastiche).

## Descrizione
Un'onda può essere definita come una perturbazione elastica che si propaga da punto a punto attraverso un materiale, o sulla sua superficie senza che ciò implichi uno spostamento definitivo di materiale.
Tranne che nelle immediate vicinanze di una sorgente sismica naturale, solitamente una faglia, le rocce tornano nella posizione di partenza, dopo il passaggio dei moti transienti prodotti dalla stessa sorgente. Vibrazioni di questo tipo producono piccole deformazioni elastiche, in risposta alle forze agenti all'interno delle rocce (stress).
La teoria dell'elasticità lineare fornisce le relazioni matematiche per descrivere, mediante deformazioni e tensioni, il moto del materiale (chiamato di solito impropriamente suolo o terreno) causato da una sorgente sismica. Applicate le giuste condizioni al contorno tale moto è descrivibile attraverso funzioni oscillanti del tempo (onde).

### Condizioni al contorno
Nello studio di un mezzo solido un concetto estremamente utile è quello di continuo; la materia è descritta come distribuita continuamente nello spazio ed omogeneamente lungo le tre dimensioni. La sismologia considera inoltre fenomeni che producono deformazioni piccole (cambiamenti relativi di lunghezza di circa {\displaystyle 10^{-6}}) avvenute in piccoli periodi di tempo (di solito minori di 1 ora). In questo modo è possibile applicare, per la descrizione dei nostri fenomeni, la teoria della deformazione infinitesima, semplificando notevolmente la matematica del problema.

## Tipi di onde

Schema sulla propagazione dei diversi tipi di onde sismiche

### Onde sismiche
Le onde sismiche naturali si dividono principalmente in due grandi categorie, in funzione di come percorrono il materiale perturbato:
- Onde di volume (body waves in inglese)
  - Onde P
  - Onde S
- Onde superficiali (surface waves in inglese)
  - Onde di Rayleigh
  - Onde di Love

#### Onde di volume

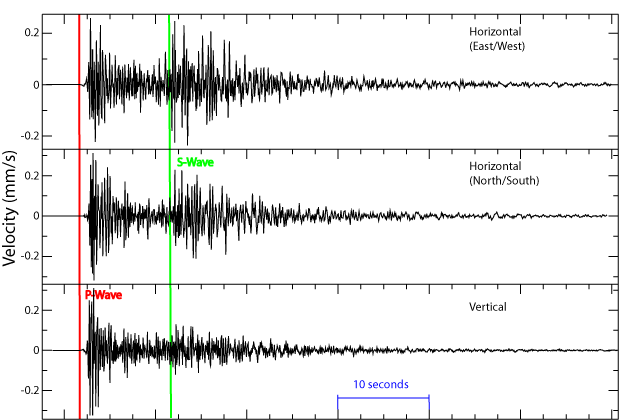
Sismogrammi orientati, con registrate le componenti tridimensionali dell'arrivo delle onde P e S, lungo le direzioni orizzontali Nord-Sud ed Est-Ovest e Verticale alla superficie terrestre

Le Onde di Volume sono quelle onde che si propagano dalla sorgente sismica, attraverso il volume del mezzo interessato, in tutte le direzioni. Dall'analisi matematica dell'equazione delle onde si evidenzia che esistono due tipi di onde di volume generate contemporaneamente dalla sorgente sismica, chiamate rispettivamente:
- Onda P
- Onda S

##### Onde P (prime)
Le Onde P sono onde compressionali, dette anche onde longitudinali o onde prime (dal latino primae). Queste sono simili alle onde acustiche e corrispondono a compressioni e rarefazioni del mezzo in cui viaggiano; al loro passaggio le particelle del materiale attraversato compiono un moto oscillatorio nella direzione di propagazione dell'onda. Sono le più veloci fra le onde generate da un terremoto e, dunque, le prime che vengono avvertite da una stazione sismica, da cui il nome di Onda P (Prima). La velocità dell'onda è determinata dall'equazione:
{\displaystyle V_{p}={\sqrt {\frac {\lambda +2\mu }{\rho }}}={\sqrt {\frac {K+{\frac {4}{3}}\mu }{\rho }}}}
con:
- {\displaystyle \lambda } e {\displaystyle \mu } costanti di Lamé;
  - In particolare {\displaystyle \mu } è il modulo di rigidità o modulo di taglio G del materiale, rapporto fra la tensione tangenziale e lo scorrimento da essa prodotto;
- {\displaystyle K} modulo di compressibilità del materiale attraversato dall'onda;
  - In particolare nello spazio tridimensionale {\displaystyle K=\lambda +(2/3)\mu };
- {\displaystyle \rho } densità del materiale attraversato dall'onda.

Sono le onde normalmente utilizzate durante le campagne di sismica a scopi esplorativi, sia nella sismica a rifrazione che nella sismica a riflessione; vengono anche chiamate onde di pressione.

Onde P piane
Onde P sferiche

##### Onde S (seconde)
Le Onde S sono onde trasversali che provocano nel materiale attraversato oscillazioni perpendicolari alla loro direzione di propagazione. Si può immaginare come le onde che si propagano lungo una corda di lunghezza finita, che viene fatta oscillare muovendone le due estremità.
Un'importante caratteristica di queste onde è che non possono propagarsi in mezzi fluidi, in cui il modulo di rigidità  ({\displaystyle \mu }) è nullo. Non è possibile dunque riscontrarle nel magma presente nel serbatoio magmatico di un vulcano o nel nucleo esterno della terra. Questa caratteristica è stata storicamente molto importante per gli studi geofisici riguardanti la composizione in profondità della terra. La velocità delle onde S è determinata dall'equazione:
{\displaystyle V_{s}={\sqrt {\frac {\mu }{\rho }}}}
con:
- {\displaystyle \mu } modulo di rigidità o di taglio del materiale;
- {\displaystyle \rho } densità.

Comparando le due equazioni si vede che la velocità delle Onde S è necessariamente inferiore alla velocità delle Onde P (essendo presente, nell'equazione di queste ultime, il modulo di compressibilità k sempre positivo); esse raggiungono velocità che si aggirano solitamente intorno al 60-70% della velocità delle Onde P. Questo è il motivo per cui esse vengono avvertite sempre dopo le Onde P (da cui la denominazione onde S come Seconda).
Le onde S sono onde rotazionali e possono essere polarizzate in funzione dell'anisotropia del mezzo attraversato.
Ulteriori onde S vengono generate dall'incidenza delle onde P sull'interfaccia esistente al contatto fra due mezzi aventi differenti velocità acustiche (per esempio al contatto fra due strati di litologia diversa), tramite una conversione parziale dell'energia delle P in onde S.

Onde S piane
Onde S sferiche

#### Onde superficiali
Le onde superficiali (o onde di superficie) vengono a crearsi a causa dell'intersezione delle onde di corpo con una superficie di discontinuità fisica, la più studiata delle quali è la superficie libera della terra, cioè la superficie di separazione tra la crosta terrestre e l'atmosfera terrestre. Queste onde si propagano guidate lungo la superficie e la loro energia decade esponenzialmente con la profondità (è questo il motivo per cui si dicono superficiali). Queste onde vengono indotte facilmente nelle situazioni in cui la sorgente sismica è poco profonda. È da sottolineare che in caso di terremoto, nell'ipocentro sismico vengono generate direttamente solo Onde P e Onde S, in quanto queste sono le onde di corpo che si propagano all'interno della Terra, attraverso i suoi strati, ma non vengono generate direttamente le onde superficiali.
La velocità delle onde di superficie è inferiore alla velocità delle onde di volume, per cui (specialmente se l'evento è distante) il loro arrivo è successivo all'arrivo delle Onde P ed S. D'altro canto, l'ampiezza e quindi l'energia associata, di queste onde è notevolmente maggiore di quella delle onde di volume. Questo fatto si spiega analizzando i fronti d'onda delle onde di volume e delle onde superficiali. Consideriamo un'onda di volume che si sprigiona a causa di un evento sismico; questa avrà una certa quantità di energia che tende a conservarsi nel tempo tuttavia, man mano che ci si allontana l'energia verrà distribuita per una superficie sferica sempre più ampia, data dall'aumento della distanza dall'ipocentro. Le onde P ed S sono onde di volume per cui seguono lo schema descritto in precedenza; la superficie sferica è data da {\displaystyle 4\pi x^{2}}, dove x è il raggio della sfera e quindi la distanza del treno d'onda considerato dall'ipocentro. L'ampiezza delle onde di volume alla distanza X è proporzionale a {\displaystyle 1/X} e quindi decade molto velocemente. Le onde superficiali invece hanno treni d'onda cilindrici, questi all'aumentare della distanza dall'ipocentro aumentano la loro area secondo la relazione {\displaystyle 2\pi xz}. Si nota che l'area del cilindro è vincolata a una profondità z costante e all'aumentare del raggio la superficie è minore rispetto a quella di una sfera. L'ampiezza dell'onda di superficie alla distanza X deve essere proporzionale a {\displaystyle 1/\surd (X)} per cui si dissipa molto meno di un'onda di volume.
Esistono due tipi di onde di superficie, chiamate coi nomi dei due fisici che per primi le studiarono:
- Onde di Rayleigh
- Onde di Love

##### Onde di Rayleigh
Quando un'onda S assieme ad un'onda P incide sulla superficie libera vengono in parte riflesse ed in parte si genera un'ulteriore onda, data dalla composizione vettoriale delle due, che si propaga sulla superficie stessa, chiamata Onda di Rayleigh.
Queste onde esistono sia in semispazi omogenei (in questo caso la sua velocità è circa 0,92 volte la velocità delle onde S) che disomogenei (in cui risulta essere un'onda dispersa, ossia la sua velocità è anche funzione della sua frequenza). Per meglio visualizzarle possiamo immaginare le Onde di Rayleigh come molto simili a quelle che si creano gettando un sasso nello stagno, provocando quindi uno scuotimento o un sussulto sulla superficie d'acqua.
Il loro moto è vincolato in uno spazio verticale contenente la direzione di propagazione dell'onda.
Si può dimostrare che se si potesse misurare direttamente il moto di una particella investita da un'onda di Rayleigh vicina alla superficie, questa seguirebbe un movimento ellittico, retrogrado secondo la direzione di propagazione dell'onda. Queste ellissi sono sempre più piccole via via che aumenta la profondità. I punti di contatto tra un'ellisse e l'ellisse inferiore sono dei nodi della funzione, in cui il terreno non si muove.
Le onde di Rayleigh non possono essere udite dall'uomo, mentre molti animali (uccelli, ragni e molti mammiferi) possono avvisarne l'arrivo. In occasione del maremoto dell'Oceano Indiano, è stato detto da molte fonti che gli animali presenti in quel luogo hanno potuto salvarsi grazie al fatto di aver sentito arrivare il terremoto in questo modo. Attualmente però non ci sono evidenze di questo fatto.

##### Onde di Love
Le Onde di Love sono onde superficiali, anch'esse generate dall'incontro delle Onde S con superficie libera del terreno, ma vengono generate solo nei mezzi in cui la velocità delle Onde S aumenta con la profondità (quindi siamo in presenza di un mezzo disomogeneo) e quindi sono sempre onde disperse. Le Onde di Love fanno vibrare il terreno sul piano orizzontale in direzione ortogonale rispetto alla direzione di propagazione dell'onda.
La velocità delle onde di Love è maggiore di quella delle onde S negli strati più superficiali della crosta, ma minore della stessa negli strati più bassi.

### Onde asimmetriche (artificiali)
Nelle tecniche di logging per l'esplorazione del sottosuolo con perforazione di pozzi, vengono utilizzate delle onde particolari (onde flessurali), prodotte tramite opportuni trasmettitori, che si muovono asimmetricamente lungo la parete del foro. Queste onde dette onde dipolari o quadripolari, a seconda della forma dei loro lobi energetici, hanno la caratteristica di muoversi alla velocità delle onde S quando sono generate a basse frequenze e di essere polarizzabili, lungo due piani normali fra loro e passanti lungo l'asse del foro, rendendo possibile valutare ed orientare eventuali anisotropie acustiche delle formazioni rocciose attraversate.

## Lo studio delle onde sismiche

### Velocità delle onde sismiche
La velocità di propagazione di queste onde dipende sia dal tipo di onda che dal mezzo di propagazione, ma risulta comunque sempre massima per le Onde P. Ad esempio, nel granito la velocità di propagazione delle Onde P è di circa 5,5 km/s, quella delle Onde S è 3,0 km/s, mentre nell'acqua la velocità delle onde P è circa di 1,5 km/s. Le onde S, come abbiamo già visto non si possono invece propagare nei mezzi fluidi.
Il rapporto Vp/Vs è un parametro che può dare un'indicazione del livello di fratturazione delle rocce e, possibilmente della sua saturazione. Infatti, mentre le Vp vengono influenzate notevolmente dalla presenza di fluidi nel mezzo, le velocità di onde di taglio non lo sono quasi per nulla.

### Attenuazione
In generale l’attenuazione dell'energia delle onde sismiche è di norma quadratica con la distanza per attenuazione isotropica delle onde nello spazio più un termine esponenziale negativo con la distanza per attenuazione specifica dovuta all'assorbimento del particolare mezzo di propagazione interessato.
Terreni rocciosi coerenti assorbono di più certe frequenze del sisma rispetto a terreni incoerenti che invece tendono ad amplificare per risonanza il movimento tellurico. Di questi effetti di sito occorre tener conto in sede di progettazione degli edifici tramite accurata analisi geotecnica del terreno di fondazione e studi di microzonazione sismica.

### Studio delle onde sismiche nella Terra
Lo studio della propagazione delle onde sismiche all'interno della Terra ha consentito a sismologi, geofisici e geologi di risalire con buona precisione alla struttura interna della Terra; questo rappresenta, assieme allo studio dei terremoti, uno dei principali obiettivi della sismologia moderna.

### Studio delle onde sismiche nei test atomici durante la guerra fredda
Analizzando un sismogramma è facile risalire al tipo di sorgente sismica che lo ha generato e conoscere tutte le caratteristiche necessarie ad individuarla con precisione. Questo permette di distinguere facilmente quindi un terremoto generato da un movimento tettonico, da una frana, da un vulcano o un'esplosione. Una grande spinta allo studio dei sismogrammi si è avuta negli anni della guerra fredda, nell'ambito della ricerca militare. Infatti in questo periodo era necessario da parte di entrambi gli schieramenti contrapposti (USA e URSS) conoscere con precisione la potenza dell'arsenale bellico nucleare del nemico. D'altra parte, in una politica di equilibrio era altresì necessario, da parte di entrambi i blocchi, far sapere al nemico di avere a disposizione armi sempre più potenti. Per molti anni quindi sono stati eseguiti test nucleari (sia sotterranei che in atmosfera) il cui intento era anche (oltre allo studio dell'arma atomica) politico, infatti ogni esplosione risultava un chiaro messaggio per il nemico sulla potenza e il luogo dell'esplosione.